# Eurybia chlorolepis
Eurybia chlorolepis е вид многогодишно тревисто растение от семейство Сложноцветни (Asteraceae). Видът е незастрашен от изчезване.

## Разпространение
Eurybia chlorolepis произхожда от югоизточната част на Съединените щати. Среща се само в Апалачийските планини на относително големи височини от 1200 до 2000 m.

## Описание
На височина достига до 80 cm.
Цъфти от края на лятото до есента.